# 華僑日報 (馬來西亞)
《華僑日報》 (英語：Overseas Chinese Daily News) 是马来西亚沙巴歷史最悠久的華文報章之一，創刊於1936年3月1日，為前北婆羅洲首家日報。1947年由丹斯里葉保滋接辦，報紙由油印改為鉛字印刷，由四開改為對開紙，每日出版6版。《華僑日報》在1978年4月改為私人有限公司，屬葉氏父子控股有限公司轄下之報紙之一，沙巴州英文《每日快報》為其姊妹報。